# 経過表
経過表 (経過図、clinical course)とは、医療分野で、患者の時間経過を示すために作られる図のことである。

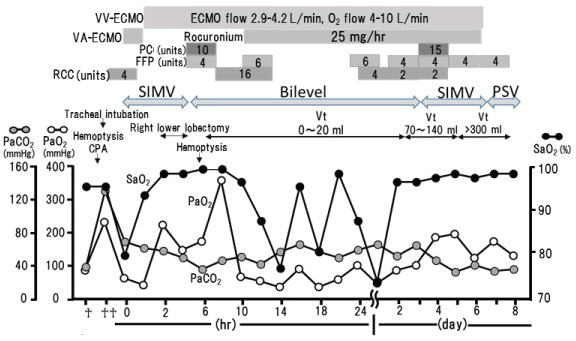
経過表の例 Clinical course on ICU admission. SIMV: synchronized intermittent mandatory ventilation; PSV: pressure support ventilation; Vt: tidal volume; RCC: red cell concentrate; FFP: fresh frozen plasma; PC: platelet concentration.

## 構造
横軸に時間、縦軸に検査結果を示したグラフに、治療内容や出来事を示し、全体として患者の臨床経過を視覚的に伝えられるようレイアウトしたものである。
縦軸については、これらの上下の順番に決まりはないが、「この出来事があり、この治療をした結果、このように検査結果が変化した」という文脈を図にするため、上から順番に出来事、治療内容、検査結果を配置すると分かりやすい。患者の時間経過を示す図であるため、横軸は時間であることがほとんどである。

### 記号
瞬間的に起きたことは↓(下矢印)、一定の期間に生じた出来事は長方形、治療内容を継続する場合は→(右矢印)を使うことが多い。バイタルサインを示すための記号が慣例として存在し、血圧は収縮期血圧を∨、拡張期血圧を∧で挟み込み、体温は△(三角形)、心拍数は●(黒丸)で示す。

### 日付
発表に用いない経過表では、利便性のために実際の日付を記載する。発表に用いる場合は、患者が特定されないように匿名化することが望ましいため、第何病日と表現することが多い。
臨床試験の標準モデルについてのガイドラインである、Study Data Tabulation Model Implementation Guide (SDTMIG)では、study day変数(__DY, __STDY, __ENDY)は、被験者の参照開始日付(RFSTDTC)をDay1として起算した相対日数で記述すると定められている。これに習い、投与開始日をday 1 (第1病日)と定義し、相対日数で表現するのが標準的であり、day 0 (第0病日)という表記は避けるべきである。

### 軸
示すべき検査項目が複数存在する場合は、縦軸を左右に2個用意したグラフを作成することがある。検査項目が3個以上の場合は、1個の軸に複数の検査項目を対応させたり、別のグラフを新しく作成して上下に並べるなど工夫する。

## 作成方法
簡単な経過表であれば Microsoft Excel などの表計算ソフトウェアのグラフ機能を用いて作成できる。しかしながら、経過表は以下の点で一般的なグラフと異なる。
1. 横軸に対応させるべき縦軸の情報が多い。
2. 横軸が必ず時間を表すが、範囲が1分からヒトの一生までと幅広い。

これらの特性を考慮した経過表作成用ソフトウェアとして、LafLabo 経過表 が存在する．

## 用途
1人の患者についての詳細な報告である症例報告(case report)や病歴要約の図として作られる。集中治療室での患者管理や麻酔管理にも利用される。

### 病歴要約
日本内科学会の新内科専門医制度向けの病歴要約では、「経過図、検査等一覧表は必要に応じて挿入してよいが、それが症例の理解に役立ち、明瞭に読み取れるものに限る。」と定められており、経過表の作成は必須ではないが、分かりやすくするために添付が許可されている。

### 口頭発表
学会の口頭発表では、スライドを用いて患者の経過を説明する際に経過表が用いられる。典型的な発表の形式として、入院後経過というタイトルのスライドで経過表を示しながら、発表者が図を指し示しながら説明する。入院後経過を文章でスライドに掲載することも可能であるが、聴衆が視覚的に理解しやすいように、図にすることが好まれる。

### 脈拍と血圧の関係
血圧と脈拍の数値を同じスケールで記録した経過表は、ショック状態を経時的に評価するのに有用である。ショック指数とは、心拍数[/分] / 収縮期血圧 [mmHg] の値であり、1を超えるとショック状態を示唆する所見となる。これは、経時的に患者の血圧と脈拍を記録した経過表において、収縮期血圧と心拍数が近づき交わるかどうかで視覚的に判断することができる。これを死の十字架という。このような経過表は麻酔管理や救急治療室においてしばしば用いられる。